# Ouled Saïd
Ouled Saïd (în arabă أولاد السعيد) este o comună din provincia Adrar, Algeria.
Populația comunei este de 8.219 locuitori (2008).